# ネットワークス・プラス
株式会社ネットワークス・プラスは、東京都港区に所在するネットベンチャー。

## 概要
広告ツールの開発メーカーとして2001年に数名の投資家と代表の藤枝勲の出資により設立。リアルからウェブへの誘導ツールPop'n Web（ポップンウェブ）と双方向通信バナーZeeta（ゼータ）を開発、提供していた。2002年に藤枝勲がウェブクルーを退職し同社にフルコミット。クリエイターの野島哲也と2人で広告ツールの開発を本格的に開始したが両サービスの開発は困難を極め設立2年目の2003年には解散寸前まで追い込まれる。2003年にようやくサービス提供が開始され大手企業の採用も増え、中国に進出するなど、事業も軌道に乗り始める。Pop'n Web（ポップンウェブ）の採用が拡大しZeetaバナーのサービスを開始した2007年には、銀行系VCからの出資、2010年にはYahoo!JAPANを筆頭株主に株式の上場を狙うも東日本大震災の影響により派手な広告が自粛傾向になり売り上げが大幅に下がる。その後も広告技術の開発提供を専門に行う会社が増え、さらにWEB広告全体がリスティング広告など費用対効果を追求した広告技術が主流となり大手が提供するADサーバーを利用した広告配信や検索キーワードと連動したテキスト広告や運用型のWEB広告が主流となり、WEBでのブランディング広告の支援ツールだったZeetaの活用機会が減少傾向にあった。ポップンウェブにはニーズが高かったものの印刷コストなど仕入れ原価の高騰により提供価格も上がり、採用の障壁が高くなり企業の利用頻度も減少傾向にあった時期に、株主（ベンチャーキャピタル）のファンド期限の到来により株主から経営陣が株式を買い取り、独自の事業継続を断念し企業合併・会社売却を図るも売却先が見つからずWEBサイト運用の受託事業など一部の事業をシステム会社等に無償で譲渡する形で引受先を確保した時点で事業を整理し、ポップンウェブは広告代理店に事業を譲渡し、ネットワークス・プラスとしてのサービス提供を終了した。

## 沿革
- 2001年：東京都渋谷区桜ヶ丘にて会社設立。資本金1,000万円。Pop'n Web（ポップンウェブ）に関するアイディアをまとめ特許出願を行う。
- 2002年：サービス総称を「Pop'n Web」（ポップンウェブ）と決定、各種商標登録を行う。国際特許出願への移行手続きを行う。
- 2003年：Pop'n Web（PC版）のサービス提供ならびに営業開始。双方向通信バナーZeeta（ゼータ）技術検証完了。
- 2004年：双方向通信バナーZeeta（ゼータ）特許出願。平成16年度東京都外国特許出願費用助成金の交付対象企業として認定。
- 2005年：日本国特許庁にて特許登録完了。
- 2007年：プライバシーマーク取得。Pop'n Web中国でのサービス窓口の開設。
- 2008年：双方向通信バナーZeeta（ゼータ）をYahoo! JAPAN掲載開始。
- 2009年：インスタントWIN ツール：デジタルPop’n サービス開始。（米国特許取得）
- 2010年：Zeeta（ゼータ）を活用した日時連動型バナー 広告をYahoo! JAPANと共同開発。
- 2011年：Zeetaの日本国内での特許取得。
- 2012年：サービスの一部停止を発表
- 2013年：WEB構築運営事業、Pop'n Web事業を譲渡しサービス提供を終了した